# Староакбуляківська сільська рада
Ста́роакбула́ківська сільська рада (рос. Староакбулаковский сельский совет) — муніципальне утворення у складі Караідельського району Башкортостану, Росія. Адміністративний центр — присілок Старий Акбуляк.

## Населення
Населення — 1721 особа (2019, 1976 в 2010, 2054 в 2002).

## Склад
До складу поселення входять такі населені пункти:
| Населений пункт          | Населення, осіб (2002) | Населення, осіб (2010) |
| ------------------------ | ---------------------- | ---------------------- |
| Маликово, присілок       | 24                     | 13                     |
| Новий Акбуляк, присілок  | 291                    | 278                    |
| Старий Акбуляк, присілок | 546                    | 502                    |
| Тегерменево, присілок    | 469                    | 432                    |
| Туюшево, присілок        | 119                    | 121                    |
| Халілово, присілок       | 221                    | 224                    |
| Юлдашево, присілок       | 111                    | 122                    |
| Якупово, присілок        | 273                    | 284                    |